# Harun Tekin
Harun Tekin (Esmirna, 17 de junho de 1989) é um futebolista profissional turco que atua como goleiro.

## Carreira
Harun Tekin fez parte do elenco da Seleção Turca de Futebol da Eurocopa de 2016.